# Love Machine (film, 1971)
Pour les articles homonymes, voir Love Machine.
Love Machine (The Love Machine) est un film américain réalisé par Jack Haley Jr. en 1971.

## Synopsis
Robin Stone a d'autres ambitions que de présenter le JT. Beau gosse auquel nulle femme ne résiste, c'est sur Judith Austin qu'il jette son dévolu. Pour sa beauté bien sûr, mais surtout parce qu'elle est la femme du président d'une chaîne de télévision. Il espère bien qu'elle va l'aider à faire s'envoler sa carrière.

## Fiche technique
- Titre original anglais : The Love Machine
- Titre français : Love Machine
- Réalisation : Jack Haley Jr.
- Scénario : Samuel A. Taylor, d'après le roman homonyme de Jacqueline Susann
- Producteur : M.J. Frankovich
- Production : Frankovich Productions, Columbia Pictures
- Distribution : Columbia Pictures
- Directeur de la photographie : Charles Lang
- Musique : Artie Butler
- Décores : Lyle R. Wheeler, George James Hopkins
- Montage : David Blewitt
- Son : Les Fresholtz, Arthur Piantadosi

## Distribution
- John Phillip Law : Robin Stone
- Dyan Cannon : Judith Austin

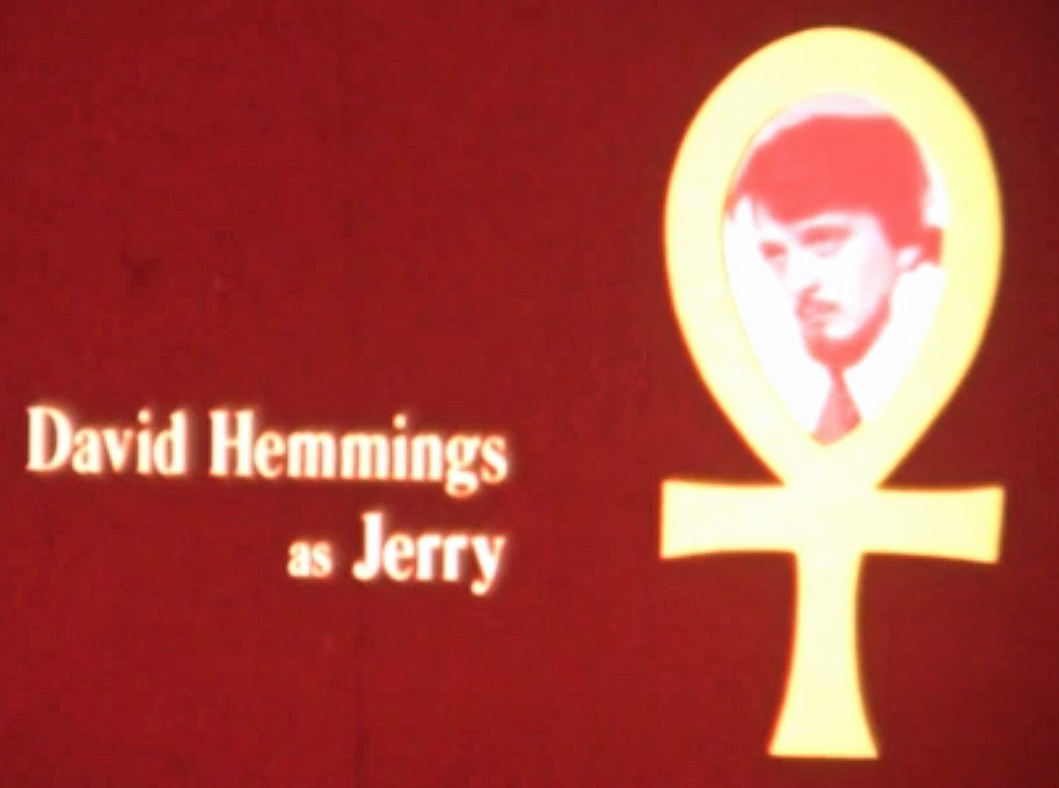
David Hemmings dans le générique du film.

- Robert Ryan : Gregory "Greg" Austin
- Jackie Cooper : Danton Miller
- David Hemmings : Jerry Nelson
- Jodi Wexler : Amanda
- Edith Atwater : Mary
- Don Rickles : Announcer
- Sharon Farrell : Maggie Stewart